# Катастрофа FH-227 в Андах
Катастрофа FH-227 в Андах (также известная как Чудо в Андах (исп. El Milagro de los Andes)) — авиационная катастрофа, произошедшая в Андах в пятницу 13 октября 1972 года. Авиалайнер Fairchild FH-227D ВВС Уругвая выполнял чартерный рейс FAU 571 по маршруту Монтевидео—Мендоса—Сантьяго, а на его борту находились 5 членов экипажа и 40 пассажиров (члены регбийной команды «Old Christians», их родственники и спонсоры). На подлёте к Сантьяго лайнер попал в циклон, врезался в скалу и рухнул у подножия горы — потухшего вулкана Тингуиририка (исп. Tinguiririca). 12 человек погибли при падении и столкновении со скалой, ещё 6 умерли позже от ран и холода. Затем из оставшихся 27 уцелевших погибли ещё 8 при сходе лавины, которая накрыла их «жилище» из фюзеляжа самолёта, а позже ещё 3 умерли от ран.
У выживших был минимальный запас еды, кроме того, у них отсутствовали источники тепла, необходимые для выживания в суровом холодном климате на высоте 3600 метров. Отчаявшись от голода и сообщения по радио о том, что «все мероприятия по поиску пропавшего самолёта прекращаются», люди стали есть замороженные тела своих погибших товарищей. Спасатели узнали о выживших через 72 дня, когда двое пассажиров Нандо Паррадо и Роберто Канесса после 10-дневного горного перехода встретили чилийского фермера, который оказал им первую помощь и поехал за помощью остальным (на коне) и сообщил властям об остальных пассажирах рейса 571.

## Самолёт
Fairchild FH-227D (регистрационный номер T-571, серийный 572) был выпущен в 1968 году и в том же году был передан ВВС Уругвая. Оснащён двумя турбовинтовыми двигателями Rolls-Royce Dart 532-7. На день катастрофы налетал 792 часа.

## Экипаж
Состав экипажа рейса FAU 571 был следующим:
- Командир экипажа — 39-летний полковник Хулио Сесар Феррадас (исп. Julio César Ferradas). Одновременно выступал в качестве КВС-инструктора для КВС. За время 20-летней службы в ВВС налетал 5517 часов[1]. Для него это был 29-й перелёт через Анды. Погиб в момент катастрофы.
- Помощник командира — 41-летний подполковник Данте Эктор Лагурара (исп. Dante Héctor Lagurara). Ранее занимался пилотированием истребителей[2]. В момент катастрофы получил тяжёлые травмы, от которых умер на 2-й день.
- Штурман — 30-летний лейтенант Рамон Мартинес (исп. Ramón Martínez). В качестве штурмана летал 9 лет[3]. Погиб в момент катастрофы.
- Бортмеханик — 24-летний капрал Карлос Роке (исп. Carlos Roque). Отслужил в транспортном подразделении 4 года. Выжил в катастрофе, но погиб в результате схода лавины спустя 2 недели[4].
- Бортпроводник — 26-летний капрал Овидио Хоакин Рамирес (исп. Ovidio Joaquín Ramírez)[5]. Погиб в момент катастрофы.

## Хронология полёта
В пятницу 13 октября 1972 года Fairchild FH-227D борт T-571 летел через Анды из Монтевидео в Сантьяго. На его борту находилась команда по регби «Old Christians» из Монтевидео (17 человек), летевшая в Сантьяго на матч.
Полёт начался накануне, 12 октября, когда рейс 571 вылетел из аэропорта Карраско, но из-за плохой погоды приземлился в аэропорту Мендосы (Аргентина) и остался там на ночь. Самолёт не смог напрямую вылететь в Сантьяго из-за погоды, поэтому пилотам пришлось лететь на юг параллельно горам Мендосы, затем повернуть на запад, после чего следовать на север и начать снижение на Сантьяго после прохождения Курико.
В ходе полёта экипаж неправильно определил своё местоположение, посчитав, что уже пролетели горы. Когда пилот сообщил о прохождении Курико, авиадиспетчер разрешил снижение на Сантьяго. Лайнер влетел в циклон и начал снижение, видимость упала до нуля, пилоты ориентировались только по времени. Когда циклон был пройден, прямо перед лайнером оказалась скала, возможности уйти от столкновения не было. В 15:30 рейс FAU 571 зацепил хвостовой частью вершину пика. Вследствие ударов о скалы и землю лайнер потерял хвостовую часть и оба пилона крыла, а изуродованный фюзеляж скатился на огромной скорости вниз по склону, пока не врезался носом в глыбы снега.

## Выживание в горах
Первые дни
Из 40 пассажиров и 5 членов экипажа 12 погибли при катастрофе или вскоре после неё; затем ещё 5 умерли на следующее утро. Оставшиеся в живых 28 человек столкнулись с проблемой выживания в суровых климатических условиях без снаряжения. Чтобы помочь раненым товарищам, два студента-первокурсника из медицинского колледжа делали гамаки и медицинские шины из обломков самолёта.
Поисковые операции
Власти трёх стран (Аргентины, Уругвая и Чили) незамедлительно начали операции по поиску рейса 571, но обнаружить самолёт им не удалось. Это не удалось сделать из-за того, что властям был известен лишь примерный маршрут полёта рейса 571; пилоты сообщили диспетчеру неверные координаты своего расположения, и обломки белоснежного фюзеляжа лайнера были незаметны на фоне снега. На 8-й день все поисковые операции были прекращены. Пассажиры рейса 571 нашли небольшой радиоприёмник, и пассажир Рой Харли (исп. Roy Harley) первым услышал эту новость на 11-й день после катастрофы.
Каннибализм, сход лавины
У выживших был скудный запас пищи: несколько плиток шоколада, немного крекеров и несколько бутылок вина. В целях экономии всё это разделили поровну и растянули на несколько дней. Воду добывали из снега, растапливаемого на металлических пластинах на солнце.
Запасы еды быстро кончились. Некоторые пассажиры стали копать снег, надеясь добраться до почвы и выкопать червей для употребления в пищу, но это ни к чему не привело. Чтобы не умереть с голода, было решено есть трупы погибших товарищей. Все пассажиры самолёта были католиками и поначалу противились, восприняв это предложение как чудовищное и неприемлемое. Но через несколько дней голод оказался сильнее норм морали.
29 октября, пока выжившие спали, с гор на долину, где располагался фюзеляж рейса 571, сошла лавина. Погибли ещё 8 человек. Трое суток живые вместе с трупами были зажаты снегом в тесном пространстве остатков самолёта. Всё это время они энергично раскапывали снег внутри самолёта. Затем Нандо Паррадо выбил маленькое окошко в кабине пилотов ногами и спас людей от удушья.
Как считает Нандо Паррадо, если бы не эта лавина, то они бы все погибли, так как лавина укрыла фюзеляж самолёта снегом и спасла их от последующих снежных бурь, и, кроме того, у них появилось 8 новых тел.
Первый поход
Ещё перед лавиной оставшиеся в живых поняли, что помощь не придёт и нужно спасать себя самим. По словам пилотов, они пролетели Курико и это означало, что Продольная долина Чили должна была находиться в нескольких милях к западу от места катастрофы. Идти в поход вызвались Нандо Паррадо, Роберто Канесса, Нума Туркатти и Антонио Висинтин, но Туркатти умер от заражения крови незадолго до экспедиции.
Канесса долго не решался идти в поход, ожидая окончания зимы и потепления. Затем путешественники двинулись в путь; пассажиры разбившегося самолёта отдали им много тёплой одежды и человеческого мяса, чтобы быть уверенными в успехе предстоящей операции. Неожиданно тройка людей нашла оторвавшуюся хвостовую часть самолёта, в которой был багаж. В чемоданах они нашли шоколад, сигареты, чистую одежду. Переночевав там, они двинулись далее к Чили, однако на второй день чуть не умерли от резкого похолодания и ухудшения погоды. Тогда было решено вернуться к хвосту самолёта, забрать аккумуляторы и возвратиться на место падения фюзеляжа, чтобы с помощью радио послать оттуда сигнал бедствия.
Борьба с холодом
В первые несколько дней после катастрофы выжившие сожгли все деньги. Впоследствии, когда горючие предметы закончились, то по ночам, чтобы согреться, все втроём ложились один на другого. Каждые полчаса они били друг друга по лицу и телу, чтобы согреться. Если кто-то хотел помочиться, он делал это себе на руки, чтобы согреть их.
Трудные решения
Вернувшись к хвостовой части, Канесса, Паррадо и Висинтин поняли, что батареи очень тяжёлые и дотащить их до фюзеляжа не представляется возможным. Тогда они вернулись к остальным, забрали из кабины пилотов рацию и решили вернуться к хвосту, чтобы послать сигнал оттуда. С собой в очередной поход они взяли Роя Харли, который лучше всех разбирался в электронике. Но из этой затеи ничего не вышло. Члены экспедиции вернулись назад и поняли: единственным путём к спасению является переход через горы до населённых областей Чили.
Также стало понятно и то, что без ночёвки в горах этот переход становился невозможным, и тогда была выдвинута идея спального мешка. Было решено сшить вместе большие куски ткани, которые были принесены из хвоста. Этим занялся Карлитос Паэс, которого учила шить мать. Чтобы дело шло быстрее, он обучал остальных, и те помогали ему в работе. После того как спальный мешок был закончен, 12 декабря путешественники решили совершить переход через Анды до Чили.
Последняя экспедиция

Зона катастрофы рейса 571. Зелёный пунктир — маршрут последней экспедиции Паррадо и Канессы

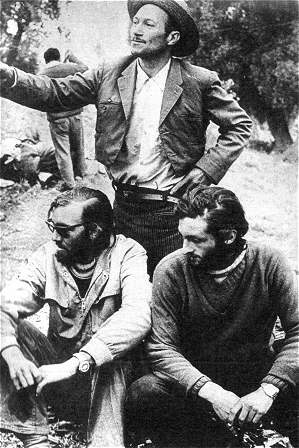
Паррадо и Канесса рядом с чилийским пастухом Серхио Каталаном

12 декабря Паррадо, Канесса и Висинтин выступили в поход. Инициативу взял на себя Паррадо, подгонявший уставших товарищей. Спальный мешок помог им не умереть в ночное время от холода.
Экспедиция заняла больше времени, чем предполагали путешественники, поэтому на третий день Паррадо и Канесса, взяв у Висинтина часть мяса, отправили его назад к фюзеляжу. Висинтин благополучно добрался назад на самодельных санях, сделанных из обломков самолёта.
Паррадо и Канесса продолжили свой путь. Канесса заболевает дизентерией. Постепенно снежный ландшафт исчез, стали попадаться следы хозяйственной деятельности людей. На 9-й день пути в Лос Майтенесе (34°48′44″ ю. ш. 70°35′20″ з. д.) они встретили чилийского пастуха Серхио Каталана (исп. Sergio Catalán). Он сообщил властям о двоих выживших пассажирах рейса 571.
Вскоре Паррадо был задействован властями для участия в спасательной операции.
Спасение
22 декабря два вертолёта достигли места крушения самолёта, но из-за плохой погоды и невозможности вернуться сюда ещё раз в этот же день спасательная экспедиция забрала только половину пассажиров. Вторая экспедиция достигла этого места утром следующего дня. Все 16 оставшихся в живых пассажиров были спасены, они были доставлены в больницы Сантьяго. У них были диагностированы высотная болезнь, обезвоживание, обморожение, цинга, переломы костей и недоедание.

## Хронология смертей

### Октябрь 1972 года
12 октября (четверг)
Экипаж — 5 , пассажиры — 40 (всего — 45).
13 октября (пятница)
12 погибло (погибших — 12, выживших — 33):
Гастон Костемалье
полковник Хулио Сесар Феррадас — командир экипажа
Алексис Хоуни
Гидо Магри
лейтенант Рамон Мартинез — штурман
Эстер Орта Перес де Никола
доктор Франсиско Никола
Эухения Долгай Дьедаг де Паррадо
капрал Овидио Хоакин Рамирез — бортпроводник
Даниэль Шоу
Карлос Валета
Фернандо Васкес
14 октября (суббота)
Умерли ещё 5 человек. (погибших — 17, выживших — 28):
Франсиско Абаль
подполковник Данте Эктор Лагурара — помощник командира
Хулио Мартинес-Ламас
Фелипе Макирриаин
Грасиэла Аугусто Гумила де Мариани
21 октября (суббота)
Скончалась Сусана Паррадо (погибших — 18, выживших — 27).
29 октября (воскресенье)
8 человек погибли от схода лавины (погибших — 26, выживших — 19):
Даниэль Маспонс
Хуан Карлос Менендес
Лилиана Наварро Петралья де Метоль
Густаво Николич
Марсело Перес
Энрике Платеро
капрал Карлос Роке — бортмеханик
Диего Сторм

### Ноябрь 1972 года
15 ноября (среда)
Скончался Артуро Ногейра (погибших — 27, выживших — 18).
18 ноября (суббота)
Скончался Рафаэль Эчаваррен (погибших — 28, выживших — 17).

### Декабрь 1972 года
11 декабря (понедельник)
Скончался Нума Туркатти (погибших — 29, выживших — 16).
12 декабря (вторник)
Паррадо, Канесса и Висинтин выступают в поход через горы.
15 декабря (пятница)
Паррадо и Канесса отправляют Висинтина назад к фюзеляжу. Тот добрался туда вечером.
20 декабря (среда)
Паррадо и Канесса встречают Серхио Каталана.
21 декабря (четверг)
Паррадо и Канесса спасены.
22 декабря (пятница)
6 людей спасены.
23 декабря (суббота)
8 людей спасены. 16 выживших.
26 декабря (вторник)
На передовице газеты «El Mercurio» города Сантьяго сообщается о том, что все выжившие прибегли к каннибализму.

## Люди на борту

### Экипаж
- полковник Хулио Сесар Феррадас (исп. Julio César Ferradas), командир экипажа
- подполковник Данте Эктор Лагурара (исп. Dante Héctor Lagurara), помощник командира
- лейтенант Рамон Мартинес (исп. Ramón Martínez), штурман
- капрал Карлос Роке (исп. Carlos Roque), бортмеханик
- капрал Овидио Хоакин Рамирес (исп. Ovidio Joaquín Ramírez), бортпроводник

### Пассажиры
(выжившие обозначены жирным шрифтом, игроки команды «Old Cristians» обозначены *)

| - Франсиско Абаль (исп. Francisco Abal) - Хосе Педро Альгорта (исп. José Pedro Algorta) - Роберто Канесса* (исп. Roberto Canessa) - Гастон Костемалье (исп. Gastón Costemalle) - Альфредо Дельгадо (исп. Alfredo Delgado) - Рафаэль Эчаваррен (исп. Rafael Echavarren) - Даниэль Фернандес (исп. Daniel Fernández) - Роберто Франсуа (исп. Roberto Francois) - Рой Харли* (исп. Roy Harley) - Алексис Хоуни* (исп. Alexis Hounié) - Хосе Луис Инсиарте (исп. José Luis Inciarte) - Гидо Магри* (исп. Guido Magri) - Альваро Мангино (исп. Álvaro Mangino) - Фелипе Макирриайн (исп. Felipe Maquirriain) - Грациэла Аугусто Гумила де Мариани (исп. Graciela Augusto Gumila de Mariani) - Хулио Мартинес-Ламас* (исп. Julio Martínez-Lamas) - Даниэль Маспонс* (исп. Daniel Maspons) - Хуан Карлос Менендес (исп. Juan Carlos Menéndez) - Хавьер Метоль (исп. Javier Methol) - Лилиана Наварро Петралья де Метоль (исп. Liliana Navarro Petraglia de Methol) | - Франсиско Никола (исп. Francisco Nicola), доктор команды - Эстер Орта Перес де Никола (исп. Esther Horta Pérez de Nicola) - Густаво Николич* (исп. Gustavo Nicolich) - Артуро Ногейра* (исп. Arturo Nogueira) - Карлос Паэс Родригес (исп. Carlos Páez Rodríguez) - Эухения Долгай Дьедаг де Паррадо (исп. Eugenia Dolgay Diedug de Parrado) - Нандо Паррадо* (исп. Nando Parrado) - Сусана Паррадо (исп. Susana Parrado) - Марсело Перес* (исп. Marcelo Pérez), капитан команды - Энрике Платеро* (исп. Enrique Platero) - Рамон Сабелья (исп. Ramón Sabella) - Даниэль Шоу* (исп. Daniel Shaw) - Адольфо Страуч (исп. Adolfo Strauch) - Эдуардо Страуч (исп. Eduardo Strauch) - Диего Сторм (исп. Diego Storm) - Нума Туркатти (исп. Numa Turcatti) - Карлос Валета (исп. Carlos Valeta) - Фернандо Васкес (исп. Fernándo Vázquez) - Антонио Висинтин* (исп. Antonio Vizintín) - Густаво Зербино* (исп. Gustavo Zerbino) |

## Выживание в горах
28 декабря 1972 года выжившие провели пресс-конференцию, где рассказали о своем существовании между жизнью и смертью на протяжении 72 дней.
Позже спасатели вернулись на место катастрофы и похоронили тела погибших под камнями и обломками фюзеляжа. Сверху был установлен железный крест.
В 2009 году сообщалось, что 16 выживших пассажиров согласились пропагандировать донорство органов в кампании, которая проводится уругвайским Национальным институтом донорства и трансплантации и призывает граждан регистрироваться в государственной программе донорства органов. По словам одного из выживших — Хосе Луиса Инсиарте — они советуют людям заключить «соглашение с жизнью», как сделали затерянные в горах 37 лет назад.

### Официальный сайт
В 2002 году в честь 30-летия событий в Андах был открыт официальный сайт для выживших. Сайт, озаглавленный «Viven! El Accidente de Los Andes», доступен на испанском и английском языках.

### Авария на шахте Сан-Хосе
В 2010 году четверо уцелевших в катастрофе по видеосвязи поддержали 33 шахтёров, заблокированных обвалом на шахте в Сан-Хосе.

## Память в спорте
13 октября 2007 года в Монтевидео прошёл матч между клубом «Old Christians» и сборной Чили. Мяч в игру ввёл чилийский пастух из Анд Серхио Каталан, который первым обнаружил на 71-й день после катастрофы выживших Паррадо и Канессу.

## Катастрофа в массовой культуре

### Книги
- Пирс Пол Рид — «Живые: История спасшихся в Андах» (1974)
- Нандо Паррадо — «Чудо в Андах» (2006)
- Антон Майлд — «В ледяном плену» (2007)

### Фильмы
- «Живые» (Alive) — режиссер Фрэнк Маршал (США, 1993)
- «Выжившие в Андах» (Supervivientes de los Andes) — режиссер Рене Кардона (Мексика, 1976)
- Живые: 20 лет спустя (1993)
- National Geographic: В ловушке / Trapped, (2007)
- «Остаться в живых. Чудо в Андах» (2010)
- «Общество снега» — Netflix (2023)

### Комментарии
1. Этот самолёт снялся в фильме «Живые»
2. ↑  Этот самолёт снялся в фильме «Живые»
3. ↑  Комментарий Нандо Паррадо в документальном фильме «Остаться в живых. Чудо в Андах»
4. ↑  Комментарий Густаво Зербино в документальном фильме «Живые: 20 лет спустя»